# Alec Mann
Alec Mann (Birmingham, 14 novembre 1902 – ...) è stato un giocatore di snooker inglese.

## Carriera
Alec Mann disputò otto edizioni del Campionato mondiale di snooker, raggiungendo come miglior risultato una semifinale nel 1935, in cui perse per 13-4 contro Willie Smith.

## Risultati
In questa tabella sono riportati i risultati nei tornei di snooker in cui Alec Mann ha partecipato.
| Competizione                 | Edizione           | Risultato          | Vincite | Century breaks | Maximum breaks | Miglior break |
| ---------------------------- | ------------------ | ------------------ | ------- | -------------- | -------------- | ------------- |
| Campionato mondiale          | 1927               | Quarti di finale   | £0      | 0              | 0              | ?             |
| Campionato mondiale          | 1928               | Turno 2            | £0      | 0              | 0              | 46            |
| Campionato mondiale          | 1929               | Turno 1            | £0      | 0              | 0              | ?             |
| Campionato mondiale          | 1930               | Turno 1            | £0      | 0              | 0              | ?             |
| Campionato mondiale          | 1935               | Semifinali         | £0      | 0              | 0              | ?             |
| Campionato mondiale          | 1936               | Turno 1            | £0      | 0              | 0              | ?             |
| Campionato mondiale          | 1939               | Turno 3            | £0      | 0              | 0              | ?             |
| Campionato mondiale          | 1947               | Turno 2            | £0      | 0              | 0              | ?             |
| Totale (Campionato mondiale) | 8 partecipazioni   | 8 partecipazioni   | £0      | 0              | 0              | 46            |
| Totale carriera              | 8 tornei disputati | 8 tornei disputati | £0      | 0              | 0              | 46            |